# Wir glauben all an einen Gott

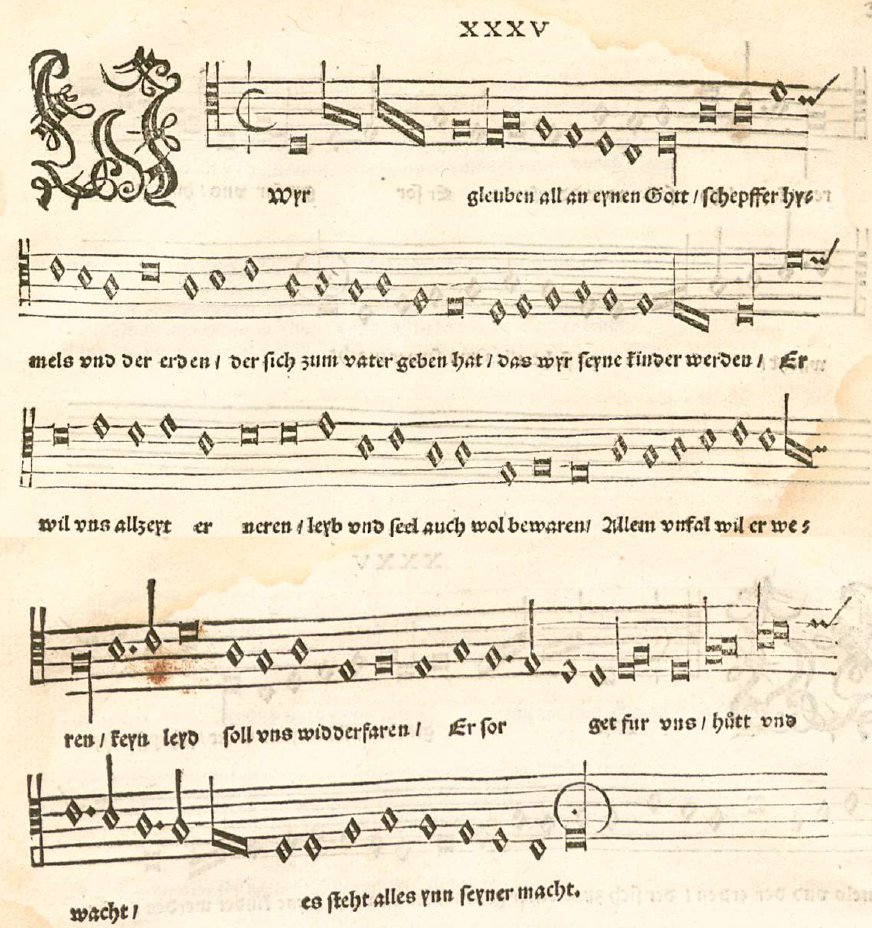
Wir glauben all an einen Gott in Johann Walters Geistlichem Gesangbüchlein (1524)

Das Kirchenlied Wir glauben all an einen Gott schrieb Martin Luther 1524 als Paraphrase des Credo. Die Melodie geht auf eine Urform aus dem 15. Jahrhundert zurück. Das Lied ist im Evangelischen Gesangbuch in der Rubrik Liturgische Gesänge eine der beiden Liedalternativen zum Glaubensbekenntnis (Nr. 183).

## Entstehung
Drei handschriftliche Quellen – die älteste um 1400 – überliefern ein einstrophiges lateinisches Credolied Credo in Deum Patrem omnipotentem mit einer deutschen Version Wir glauben all an einen Gott, Schöpfer Himmels und der Erden. Eine der Quellen bietet auch die Melodie.
Luther ließ sich von dieser Strophe anregen, übernahm die Melodie und die ersten beiden Textzeilen, schuf aber im Übrigen ein vollständig neues dreistrophiges Lied, das in der reformatorischen deutschen Messe die Stelle des lateinischen Credo einnehmen sollte. So ging es in alle frühen lutherischen Gottesdienstordnungen ein.

## Form
Jede der drei Strophen besteht aus zehn achtsilbigen Zeilen. Dabei sind die Zeilen 1, 3, 9 und 10 jambisch und reimen männlich, die Zeilen 2, 4, 5, 6, 7 und 8 trochäisch und reimen weiblich.

## Inhalt
Das Lied widmet jeder der drei göttlichen Personen eine gleich lange Strophe.
Demzufolge enthält die erste Strophe, über die knappen Inhalte des Nizänums und des Apostolikums hinaus, genuin lutherische Aussagen über die Vatergüte und Fürsorge Gottes, wie sie sich ähnlich in der Credoerläuterung seines Kleinen Katechismus finden.
Die Christus-Strophe hält sich eng an die altkirchlichen Bekenntnisse, wobei die Zeile „gleicher Gott von Macht und Ehren“ das nizänische „consubstantialem Patri“ wiedergibt. Die Einschaltung „im Glauben“ (Zeile 7) entspricht Luthers Kernanliegen.
Auch die Heilig-Geist-Strophe bringt die wesentlichen Aussagen der altkirchlichen Vorlagen. Für „unam sanctam catholicam ecclesiam“ steht „die ganz Christenheit auf Erden […] in einem Sinn“. In den Zeilen 3 und 4 sind paulinisch-lutherische Aussagen über das Wirken des Geistes ergänzt.

## Heute gebräuchlicher Text

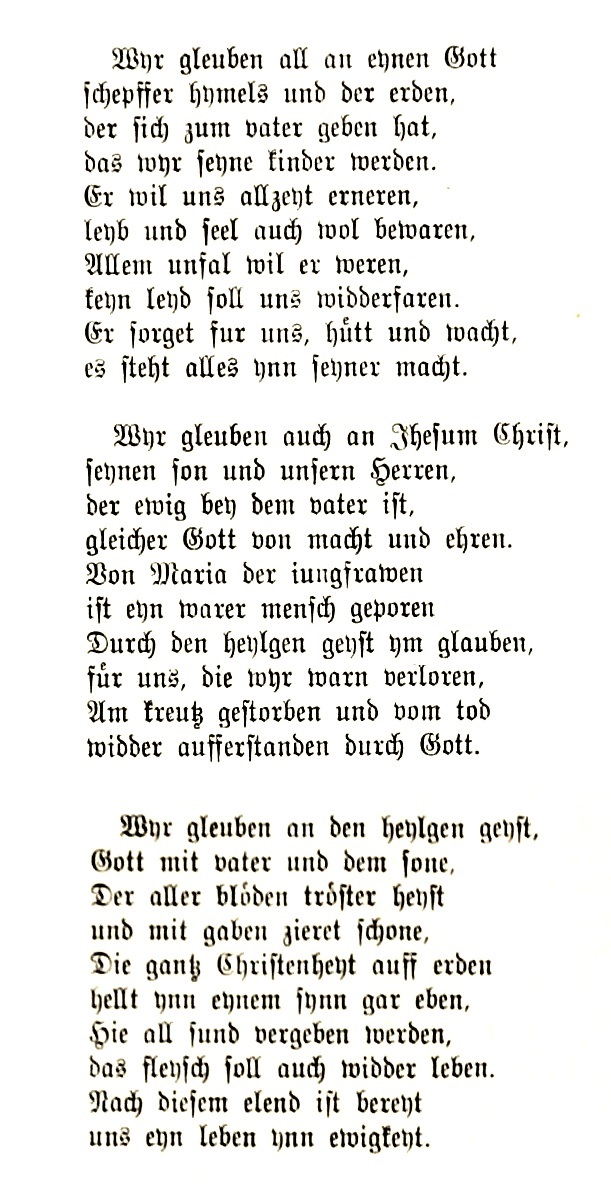
Urtext nach der Weimarer Werkausgabe

Wir glauben all an einen Gott,

Schöpfer Himmels und der Erden,

der sich zum Vater geben hat,

dass wir seine Kinder werden.

Er will uns allzeit ernähren,

Leib und Seel auch wohl bewahren;

allem Unfall will er wehren,

kein Leid soll uns widerfahren.

Er sorget für uns, hüt’ und wacht;

es steht alles in seiner Macht.

Wir glauben auch an Jesus Christ,

seinen Sohn und unsern Herren,

der ewig bei dem Vater ist,

gleicher Gott von Macht und Ehren,

von Maria, der Jungfrauen,

ist ein wahrer Mensch geboren

durch den Heilgen Geist im Glauben;

für uns, die wir warn verloren,

am Kreuz gestorben und vom Tod

wieder auferstanden durch Gott.

Wir glauben an den Heilgen Geist,

Gott mit Vater und dem Sohne,

der aller Schwachen Tröster heißt

und mit Gaben zieret schöne,

die ganz Christenheit auf Erden

hält in einem Sinn gar eben;

hier all Sünd vergeben werden,

das Fleisch soll auch wieder leben.

Nach diesem Elend ist bereit’

uns ein Leben in Ewigkeit.

Amen.

## Melodie
Die weit ausschwingende Melodie im transponierten dorischen Modus mit einem Tonumfang von b bis d″ und zahlreichen, teilweise langen Melismen hat hohe ästhetische Qualität, ist aber für eine Gottesdienstgemeinde nicht leicht zu singen und wurde in der Rezeptionsgeschichte vielfach vereinfacht.
Neben anderen Barockkomponisten bearbeiteten sie Heinrich Schütz (Kleine Geistliche Konzerte I, SWV 303) und Johann Sebastian Bach (Clavierübung III, BWV 680 und 681).